# Bacolod
Bacolod je město na Filipínách, ležící na pobřeží průlivu Guimaras na ostrově Negros. Má přibližně 601 tisíc obyvatel a je největším městem regionu Západní Visayas. Převládajícím jazykem je hiligajnonština. K metropolitní oblasti Bacolodu patří také města Silay a Talisay. Název města znamená v místním jazyce „pahorky“.
Město bylo založeno v roce 1770 a jeho rozvoj je spojen s pěstováním cukrové třtiny. V roce 1898 proběhlo povstání proti španělským kolonialistům a Bacolod byl hlavním městem krátce existující Negroské republiky. V roce 1849 se stal sídlem provinčních úřadů a od roku 1938 je samosprávným městem. Bacolod je významným přístavem a nachází se zde Letiště Bacolod–Silay. Sídlí tu společnosti zaměřené na obchod a informační technologie. Významný je také rybolov a okolní pláže přitahují zahraniční turisty. Díky příznivému podnebí a relativně vysoké životní úrovni je Bacolod na Filipínách řazen k nejpříznivějším místům pro život.
V Bacolodu se nachází katedrála svatého Šebestiána z roku 1882, radnice s Fontánou spravedlnosti a pitoreskní plantážnické rezidence z koloniálního období. Zajímavostí jsou sluneční hodiny s podobou buvola. Centrem veřejného života je náměstí 6. listopadu s velkým parkem. Každoročně v říjnu se ve městě koná folklorní festival MassKara. Bacolod je známý také pod přezdívkou „město úsměvů“. Specialitami místní kuchyně jsou grilované kuře inasal a sladké placky piaya.
Sídlí zde fotbalový klub Ceres-La Salle FC, pětinásobný mistr Filipín. Sportovní komplex Paglaum byl jedním z dějišť Her jihovýchodní Asie v roce 2005.